# Atletiek op de Olympische Zomerspelen 2008 - Polsstokhoogspringen mannen
Het polsstokhoogspringen voor mannen vond als atletiekonderdeel tijdens de Olympische Spelen van 2008 in Peking plaats op 20 augustus (kwalificatieronde) 22 augustus (finale).
Als kwalificatie-eis gold 5,70 (A-limiet) en 5,55 (B-limiet).

## Medailles
| Goud   | Steven Hooker       | AUS | 5,96 m |
| Zilver | Jevgeni Loekjanenko | RUS | 5,85 m |
| Brons  | Derek Miles         | USA | 5,70 m |

## Records
Vóór de Spelen waren het wereldrecord en olympisch record voor dit onderdeel als volgt.
| Wereldrecord     | 6,14 m | Sergej Boebka | UKR | Sestriere | 31 juli 1994     |
| Olympisch record | 5,95 m | Tim Mack      | USA | Athene    | 27 augustus 2004 |

## Uitslagen

### Kwalificatieronde
Groep A: 20 augustus 2008 20:40
| Rang                | Atleet              | Land | Resultaat |
| ------------------- | ------------------- | ---- | --------- |
| 1                   | Igor Pavlov         | RUS  | 5,65 q    |
| 2                   | Jérôme Clavier      | FRA  | 5,65 q    |
| 2                   | Denys Joertsjenko   | UKR  | 5,65 q    |
| 2                   | Leonid Andreev      | UZB  | 5,65 q    |
| 2                   | Raphael Holzdeppe   | GER  | 5,65 q    |
| 6                   | Jan Kudlička        | CZE  | 5,65 q    |
| 7                   | Dmitry Starodubtsev | RUS  | 5,65 q    |
| 8                   | Maksym Mazuryk      | UKR  | 5,55      |
| 8                   | Paul Burgess        | AUS  | 5,55      |
| 10                  | Jeff Hartwig        | USA  | 5,55      |
| 10                  | Feiliang Liu        | CHN  | 5,55      |
| 12                  | Jesper Fritz        | SWE  | 5,45      |
| 13                  | Giovanni Lanaro     | MEX  | 5,45      |
| 14                  | Jurij Rovan         | SLO  | 5,30      |
|                     | Steven Lewis        | GBR  | NM        |
| Germán Chiaraviglio | ARG                 |      | NM        |
| Brad Walker         | USA                 |      | NM        |
| Yoo Suk Kim         | KOR                 |      | NM        |
| Iliyan Efremov      | BUL                 |      | NM        |

Groep B: 20 augustus 2008 20:40
| Rang | Atleet                | Land | Resultaat |
| ---- | --------------------- | ---- | --------- |
| 1    | Yevgeniy Lukyanenko   | RUS  | 5,65 q    |
| 2    | Przemysław Czerwiński | POL  | 5,65 q    |
| 3    | Derek Miles           | USA  | 5,65 q    |
| 3    | Danny Ecker           | GER  | 5,65 q    |
| 5    | Steven Hooker         | AUS  | 5,65 q    |
| 6    | Giuseppe Gibilisco    | ITA  | 5,65 q    |
| 7    | Alhaji Jeng           | SWE  | 5,55      |
| 7    | Romain Mesnil         | FRA  | 5,55      |
| 9    | Tim Lobinger          | GER  | 5,55      |
| 9    | Daichi Sawano         | JPN  | 5,55      |
| 11   | Oleksandr Korchmid    | UKR  | 5,45      |
| 11   | Mikko Latvala         | FIN  | 5,45      |
| 13   | Fábio Gomes da Silva  | BRA  | 5,45      |
| 13   | Spas Bukhalov         | BUL  | 5,45      |
| 15   | Kevin Rans            | BEL  | 5,45      |
| 15   | Aleksandr Averboech   | ISR  | 5,45      |
| 17   | Dominic Johnson       | LCA  | 5,30      |
| 17   | Štěpán Janáček        | CZE  | 5,30      |
|      | Lázaro Borges         | CUB  | NM        |

### Finale
22 augustus 2008 19:55
| Rang   | Naam                  | Land | 5,45 | 5,60 | 5,70 | 5,75 | 5,80 | 5,85 | 5,90 | 5,96 | Resultaat | Extra |
| ------ | --------------------- | ---- | ---- | ---- | ---- | ---- | ---- | ---- | ---- | ---- | --------- | ----- |
| Goud   | Steven Hooker         | AUS  | -    | o    | -    | -    | xxo  | xxo  | xxo  | xxo  | 5,96      | OR    |
| Zilver | Jevgeni Loekjanenko   | RUS  | -    | xxo  | o    | -    | o    | xxo  | xxx  |      | 5,85      |       |
| Brons  | Derek Miles           | USA  | o    | xxo  | xo   | -    | xxx  |      |      |      | 5,70      |       |
| 4      | Dmitry Starodubtsev   | RUS  | xxo  | xxo  | xo   | -    | xxx  |      |      |      | 5,70      |       |
| 5      | Danny Ecker           | GER  | xo   | -    | xxo  | xxx  |      |      |      |      | 5,70      |       |
| 6      | Jérôme Clavier        | FRA  | xo   | o    | xxx  |      |      |      |      |      | 5,60      |       |
| 7      | Raphael Holzdeppe     | GER  | o    | xo   | xxx  |      |      |      |      |      | 5,60      |       |
| 8      | Igor Pavlov           | RUS  | -    | xxo  | -    | xxx  |      |      |      |      | 5,60      |       |
| 9      | Jan Kudlička          | CZE  | o    | xxx  |      |      |      |      |      |      | 5,45      |       |
| 10     | Przemysław Czerwiński | POL  | xo   | xxx  |      |      |      |      |      |      | 5,45      |       |
|        | Giuseppe Gibilisco    | ITA  | xxx  |      |      |      |      |      |      |      | NM        |       |
|        | Leonid Andreev        | UZB  | xxx  |      |      |      |      |      |      |      | NM        |       |
| DQ     | Denys Joertsjenko     | UKR  | xxo  | xo   | o    |      |      |      |      |      | 5,70      |       |